# 杰奥尔杰塔·米利塔鲁-马什卡
杰奥尔杰塔·米利塔鲁-马什卡（羅馬尼亞語：Georgeta Militaru-Mașca，1954年3月14日—），罗马尼亚女子赛艇运动员。她曾代表罗马尼亚参加世界赛艇锦标赛，获得三枚铜牌。她也曾参加1976年和1980年夏季奥林匹克运动会。